# グスターボ・ドゥダメル

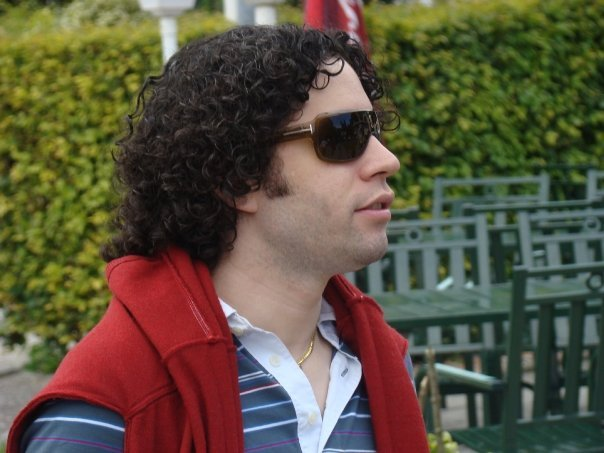
グスターボ・ドゥダメル（2008年）

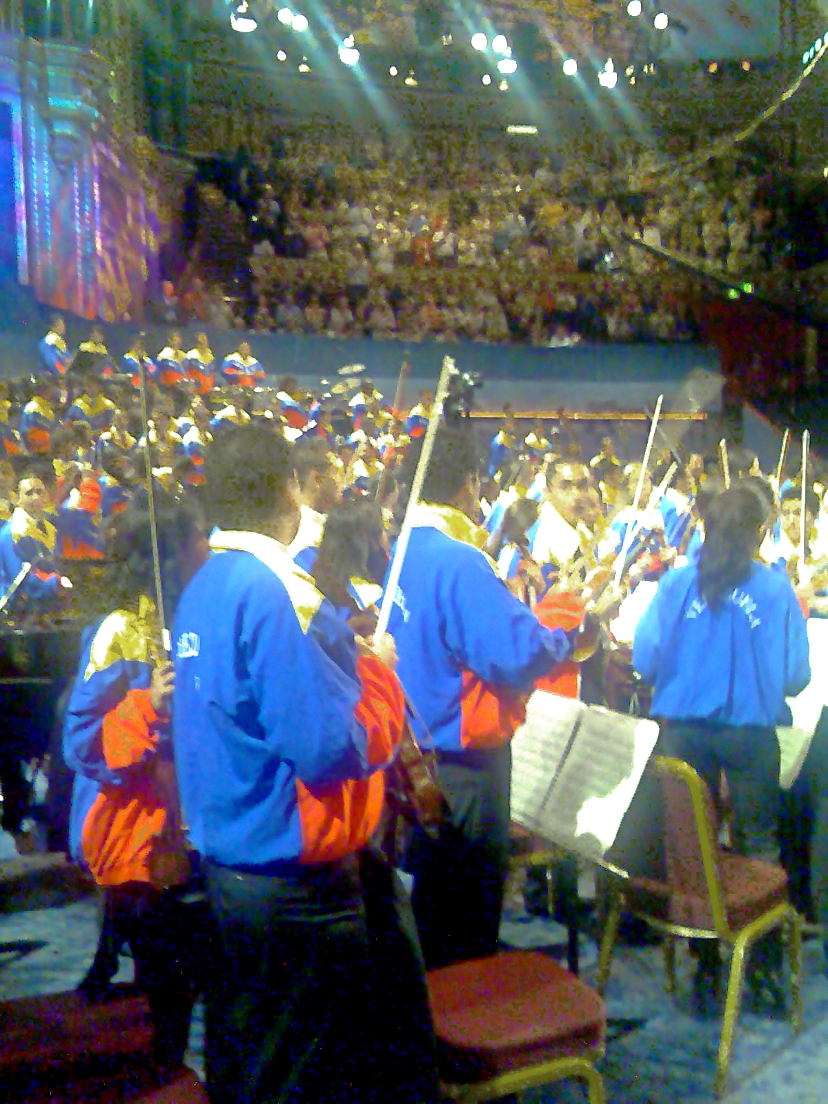
シモン・ボリバル・ユース・オーケストラ

グスターボ・アドルフォ・ドゥダメル・ラミレス（Gustavo Adolfo Dudamel Ramírez, 1981年1月26日 - ）は、ベネズエラの指揮者。バルキシメト生まれ。一児の父。

## 人物・来歴
ユース・オーケストラやサルサ・バンドでトロンボーン奏者として活動していた父親と声楽家の母親の元で幼い頃から音楽に親しみ、5歳頃からエル・システマによる音楽教育を受け始める。10歳でヴァイオリンを選択し、12歳のときにコンサートマスターを務めていた地元のユース弦楽合奏団で指揮にも取り組むようになり、Rodolfo Saglimbeniやホセ・アントニオ・アブレウにも教えを受けながら1996年には同楽団の音楽監督になる。
1998年にアブレウの招きでカラカスに移り、1999年にはシモン・ボリバル交響楽団の音楽監督となり、同楽団や首席指揮者を務めているアメリカ州ユース管弦楽団などと世界各地で演奏することで注目を集める。
2002年にブエノスアイレスでシャルル・デュトワのマスタークラスを受講し、2003年にはサイモン・ラトルの招きによりベルリンやザルツブルクでアシスタントの仕事をする一方で、クラウディオ・アバドも彼をマーラー室内管弦楽団に招いている。2004年にバンベルクで開かれた第1回グスタフ・マーラー国際指揮者コンクールに優勝し、一躍脚光を浴びる存在となった。
2006年には、シモン・ボリバル交響楽団を指揮し、ベートーヴェンの交響曲第5番、第7番やマーラーの第5交響曲をドイツ・グラモフォンに録音し、その覇気あふれる演奏で話題となった。同年にはベルリンのダニエル・バレンボイムの元で学んだ後にミラノのスカラ座で『ドン・ジョバンニ』の新演出を指揮している。ドイツ・グラモフォンと専属契約。
2007年には、ローマ教皇ベネディクト16世の80歳を記念する公演でのドヴォルザークの『新世界より』が、全ヨーロッパにテレビで生中継され、2008年にはベルリン国立歌劇場に『ラ・ボエーム』でデビューした。また、2009年には『タイム』誌のThe 2009 TIME 100に選出されている。
コンサートではヒナステラなどの、地元南米の作曲家の作品も積極的に取り上げている。他の楽団にはない、ユース・オーケストラならではの開放感もあって、聴衆の人気を集めている。
2007年からはエーテボリ交響楽団の首席指揮者に、2009年からはロサンジェルス・フィルハーモニックの音楽監督となる。2008年12月来日。
2010年12月31日、ベルリン・フィルハーモニー・ホールにおいてベルリン・フィル・ジルヴェスター・コンサート2010を指揮した。
2012年第54回グラミー賞で、ロサンジェルス・フィルハーモニックと共演したブラームス交響曲第4番がベスト・オーケストラ・パフォーマンス賞を受賞した。
2013年 9月にミラノ・スカラ座と来日。NHK音楽祭にてヴェルディ・ガラコンサート、『アイーダ』を演奏会形式で取り上げた。
2015年 作曲家ジョン・ウィリアムズの指名により、スペシャルゲストとして『スター・ウォーズ/フォースの覚醒』のオープニング曲とエンディング曲を指揮した。
2017年1月のウィーンフィル・ニューイヤーコンサート2017にて指揮者を務めた。2017年のベルリン・フィル・ヴァルトビューネ2017にて指揮者を務めた。日本テレビ系列のトークバラエティー番組しゃべくり007にて、ジャニーズ事務所タレントグループ「嵐」のメンバーである松本潤が『会いたい人』の1人に挙げたことがきっかけでクラシックを知らない若い層にも知られるようになった。当日、偶然にも5年ぶりに日本にはいたが、地方でコンサートがありスタジオに登場することは出来なかったが、VTRで出演した。松本は「YouTubeで『ウエストサイドストーリー』の『mambo』の演奏を見て衝撃を受けた」（おそらくニューイヤーズイヴ・コンサートと思われる）と語っていた。
ベルリン・フィルハーモニー管弦楽団から実力を嘱望されるほどの音楽性の持ち主である。
故郷ベネズエラのマドゥロ独裁政権に対し、十分に声をあげていないと批判されていたが、2017年5月に反政府デモで音楽家が死亡したことをきっかけに、政府批判を繰り返し行うようになった。その報復として、自身が指揮を執る予定だった米国ツアーを中止されている。
2021年から2023年までパリ国立歌劇場管弦楽団音楽監督を務める。
2023年 ロサンゼルス・フィルハーモニー管弦楽団の音楽・芸術監督を長年務めてきたが、2026年からニューヨーク・フィルハーモニー管弦楽団に移籍すると、ニューヨーク・フィルが火曜日（2月7日）に発表した。
2006年の最初の結婚は、カラカス出身のエロイサ・マトゥレンだった。マトゥレンは、ジャーナリスト、女優、文化起業家、そして元ダンサー（伝統的な訓練を受けたバレエダンサー）である。2人の間に息子が生まれた。2015年3月、ドゥダメルとマトゥレンは離婚の書類を提出した。2017年3月、ドゥダメルはラスベガスで、スペインの女優マリア・バルベルデと密かに結婚した。2人は2016年に初めて出会った。ドゥダメルは2018年にスペイン市民になった。 レナード・バーンスタインのオーケストラのための演奏会用組曲「『ウエスト・サイド物語』からのシンフォニック・ダンス」を自身の重要なレパートリーとしており、10年以上繰り返し演奏している。また、2022年公開のスティーヴン・スピルバーグ監督映画「ウエスト・サイド・ストーリー 」でも劇伴音楽の指揮を務めている。

## 関連映画
- ビバ・マエストロ！指揮者ドゥダメルの挑戦（原題：¡Viva Maestro!）（監督：テッド・ブラウン[2023年全米脚本家組合賞(WGA)長編ドキュメンタリー部門ノミネート]）

## 参考図書
- 『アメクラ! アメリカン・クラシックのススメ ポップ・ミュージック・ファンのための新しいクラシック音楽案内』能地祐子 著（DU BOOKS、2017年）
- 『グスターボ・ドゥダメルと若き指揮者たち』（DU BOOKS、2025年）